# Sparpaket der Deutschen Bundesregierung 2010
Unter dem Sparpaket der Deutschen Bundesregierung 2010 versteht man das unter dem Namen „Eckpunkte für die weitere Aufstellung des Haushaltentwurfs 2011 und des Finanzplans bis 2014“ am 7. Juni 2010 veröffentlichte Dokument der Deutschen Bundesregierung mit acht finanzpolitischen Maßnahmen für die Haushaltskonsolidierung bis 2014 zur Einsparung von 80 Milliarden Euro in diesen Zeitraum.

## Von den Einsparungen betroffene Ressorts
Das Sparpaket betraf folgende Bereiche:
1. Bildung und Forschung: Das Bundesministerium für Bildung und Forschung war das einzige, das keine Einsparungen vornehmen musste.
2. Arbeit und Soziales: Der größte Posten der Einsparungen, rund ein Drittel, betrifft den Sozialetat. Der Rentenbeitrag für Beziehende von Arbeitslosengeld II wird gestrichen, ebenso wie das Elterngeld. Wohngeldempfängern wird der Heizkostenzuschuss gestrichen. Einsparungen wurden auch in der aktiven Arbeitsmarktpolitik vorgenommen. Bisherige Pflichtleistungen im Rahmen des SGB II sollen in Ermessensleistungen umgewandelt werden. Gleichzeitig werden die Sanktionen im Rahmen des SGB II verschärft. So müssen von ALG II Betroffene künftig nicht mehr über die Folgen eines bestimmten Handelns aufgeklärt, sondern können direkt sanktioniert werden. Die für die Übernahme der Wohnkosten verantwortlichen Kommunen können künftig eigenständig festlegen, in welcher Höhe "angemessene" Wohnkosten übernommen werden.
3. Bundeswehr: Ab 2013 sollen jährlich 2 Milliarden Euro weniger in den Haushalt des Verteidigungsministeriums fließen, dessen Höhe derzeit 31,1 Milliarden Euro beträgt. Dies soll beispielsweise durch die Aussetzung der Wehrpflicht und eine Verminderung der Truppenstärke um 40.000 Mann geschehen. Auch sollen Rüstungsausgaben überprüft werden. Hier sind die Möglichkeiten allerdings begrenzt, da sich die Rüstungsunternehmen in ihren Verträgen gegen Kündigungen und Stornierungen abgesichert haben.
4. Finanzbranche: Die Bundesregierung überschrieb das Kapitel des Sparpakets mit "Angemessene Haftung der Finanzbranche". Sie soll bis 2012 zwei Milliarden Euro zu den Einsparungen beitragen. Allerdings kommt diese Summe nicht dem Bundeshaushalt zugute, sondern wird direkt in den "Bankenfonds" geführt, der eine zukünftige Bankenkrise absichern soll. Die geringe Beteiligung der Finanzbranche an den Kosten der Finanz- und Wirtschaftskrise stieß auf besonders starke Kritik, vor allem im Vergleich zu den hohen Einsparsummen im Sozialetat.
5. Öffentlicher Dienst, Verwaltung: Unter "Effizienzsteigerung in der Verwaltung" fasst die Bundesregierung die Einsparungen im Öffentlichen Dienst zusammen. Bis 2014 sollen insgesamt über 10.000 Stellen gestrichen werden. 2011 wurde zudem das Einkommen der Beamten um 2,5 Prozent durch den Verzicht auf die Erhöhung des Weihnachtsgeldes gekürzt. Zudem sollen "Einsparungen in allen disponiblen Bereichen" vorgenommen werden, das heißt, dass bei Büromaterial und laufenden Ausgaben gespart werden soll. Der Öffentliche Dienst ist mit 2,3 Milliarden im Jahr 2011 am Sparpaket beteiligt.
6. Familien: Das Elterngeld wird bei mittleren Einkommen geringfügig gekürzt, es werden nur noch 65 Prozent des Nettoeinkommens statt bisher 67 Prozent berechnet (bei Beziehern von ALG 2 fällt es ganz weg), bei einer unveränderten Obergrenze von 1800 Euro für das Elterngeld.

Weitere Einnahmen und Einsparungen sollten durch die Einführung einer zusätzlichen Luftverkehrabgabe erzielt werden. Die Energiebranche soll mit der Kernbrennstoffsteuer ca. 2,3 Milliarden Euro jährlich abführen.

## Kritik
Das Maßnahmenpaket löste Kritik auch von Mitgliedern der Regierungspartei CDU aus. So kritisierte Bundestagspräsident Norbert Lammert das Ausbleiben von Belastungen für Vermögende. Auch der Präsident des Wirtschaftsrat der CDU, Kurt Lauk kritisierte das Paket als sozial ungerecht.

## Umsetzung
Am 1. September 2010 beschloss das Kabinett im Rahmen des Haushaltsbegleitgesetzes die Umsetzung einiger Punkte.